# Posella del Faro
La Posella del Faro és una serra del terme municipal de la Guingueta d'Àneu, a la comarca del Pallars Sobirà. Fins al 1971 separava els termes d'Escaló i Jou.
Assoleix una elevació màxima de 1.905,3 metres, i separa les valls del Barranc de Barraonse, al sud, i del Torrent de Berrós, al nord. És al sud-est dels pobles de Berrós Jussà i Berrós Sobirà i al nord-est d'Escaló, a l'esquerra de la Noguera Pallaresa. En el seu extrem nord-est hi ha el Pla d'Arides i el Coll de l'Orla.